# Халхгол
Халхгол (монг. Халхгол) — сомон аймака Дорнод в северо-восточной части Монголии, площадь которого составляет 28 093 км². Численность населения по данным 2009 года составила 3 203 человек.
Центр сомона — посёлок Тамсаг-булаг, расположенный в 250 километрах от административного центра аймака — города Чойбалсан и в 900 километрах от столицы страны — Улан-Батора.

## География
Сомон расположен в северо-восточной части Монголии. С севера, востока и юга граничит с Китайской Народной Республикой. На территории Халхгола располагаются горы Баян-Улзий, Вангийн цагаан, Хавцал, Лхамхайрхан, Тосон, Зуунмодон.
Из полезных ископаемых в сомоне встречаются уголь, нефть, свинец, химическое и строительное сырьё.

## Климат
Климат резко континентальный. Средняя температура января −18 градусов, июля +20 градусов. Ежегодная норма осадков 200—300 мм.

## Фауна
Животный мир Халхгола представлен косулями, лисами, волками, корсаками, манулами, зайцами, тарбаганами.

## Известные уроженцы
- Даваагийн Намсрай — начальник Службы внутренней охраны Монголии (1932—1936), дипломат.